# Absentee Shawnee
Absentee Shawnee (Ginetéwi Sawanógi, Absentee; na svome jeziku sebe nazivaju Li-Si-Wi-Nwi), jedna od skupina Shawnee Indijanaca koja se 1845. odvojila od ostatka plemena i odselila na Indijanski Teritorij, današnja Oklahoma. Njihovi preci pripadali su skupinama Hathawekela, Kispokotha i Piqua. Godine 1904. njihov broj na području Oklahome iznosio je 459. Naziv Ginetéwi Sawanógi, kako bilježi Gatschet (1879) dolazi od ostalih Shawneeja, a ime Ginetéwi njihov je naziv za rijeku Canadian na kojoj su tada živjeli. Godine 1936. Pleme se organiziralo kao  "Absentee Shawnee Tribe of Indians of Oklahoma"

## Vanjske poveznice
- Absentee Shawnee Tribe
- Absentee Shawnee
- Absentee Shawnee Tribe  Arhivirana inačica izvorne stranice od 4. veljače 2009. (Wayback Machine)